# Torre do Lidador
La Torre do Lidador, conocida popularmente como O Isqueiro da BIC (en español: el mechero de BIC), por su forma similar a los mecheros de la empresa francesa, es un edificio de 92 metros de altura y 22 plantas situado en el centro del municipio de Maia, Distrito de Oporto. El edificio alberga exclusivamente las oficinas de los servicios municipales y es el séptimo edificio más alto de Portugal,y el más alto fuera del Área Metropolitana de Lisboa.

## Visitas
El edificio puede visitarse de forma gratuita el segundo sábado de cada mes a las 12:00 horas, siendo la visita para personas mayores de 10 años, en grupos de un máximo de 15 personas y debiendo avisar con al menos 3 días de antelación.